# La Cámara
La Cámara (oficialmente y en asturiano: A Cámbara) es una aldea perteneciente a la parroquia de Boal, en el concejo de Boal, comarca de Eo-Navia, Principado de Asturias, España.
Cuenta con una población de 20 habitantes (INE, 2013) y se encuentra a unos 450 m de altura sobre el nivel del mar. Dista unos 2,5 km de la capital del concejo, tomando desde ésta primero la carretera AS-12 en dirección a Grandas de Salime, y desviándose luego en San Luis por la AS-35 en dirección a Villayón.